# Mona Seif
Mona Seif (en arabe : منى سيف), née le 18 mars 1986 au Caire, est une étudiante en biologie, une militante pour les droits de l'homme et une blogueuse égyptienne. Elle est connue pour sa participation aux mouvements durant et après la révolution égyptienne de 2011, son utilisation des médias sociaux durant les campagnes  et pour son soutien aux manifestants civils durant les procès militaires. Elle est condamnée en 2014, à un an de prison avec sursis, pour avoir incendié le QG de campagne du candidat à l'élection présidentielle Ahmed Chafik.

## Contexte
Mona Seif grandit dans une famille de militants, la politique étant un sujet de discussion permanent, durant son enfance. Son père, Ahmed Seif El-Islam (en), est mort en 2014. Il était un défenseurs des droits de l'homme et un chef de l'opposition : il a passé cinq ans en prison, sous le régime d'Hosni Moubarak. Pendant sa détention, il est torturé. Sa mère, Laila Soueif, est également une militante et professeur de mathématiques. Elle aide à organiser des manifestations contre le régime de Moubarak, au cours des décennies qui précèdent sa chute. Sa mère est « connue dans les rues comme étant impétueuse et courageuse, ayant à de nombreuses reprises fait face aux policiers armés de matraques, munie de rien, sauf sa voie grondante, cinglante, tonitruante et ses yeux d'acier ».
Le frère de Seif, Alaa Abdel Fattah a co-créé l'agrégateur de blogs égyptien Manalaa et en 2005 il commence à documenter les violations commises par le régime de Moubarak. Alaa est arrêté lors d'une manifestation, en 2006, et emprisonné durant 45 jours. Pendant ce temps, Mona et Manal, la femme d'Alaa, organisent une campagne en ligne pour le faire libérer. La sœur cadette de Seif, Sanaa Seif est également une militante de l'opposition et participe aux manifestations.
Seif est une étudiante diplômée en biologie du cancer. Elle étudie le gène BRCA1 du cancer du sein et sa mutation chez les patients égyptiens. Elle dit qu'elle a deux carrières à temps plein : la recherche sur le cancer et l'autre dans le militantisme pour les droits de l'homme.

## La révolution de 2011
Au cours de l'année qui précède la révolution, Mona s'implique dans le mouvement dissident, en sensibilisant et en assistant aux manifestations. Entre le 25 janvier et le 5 février, les membres de sa famille participent aux manifestations de la Place Tahrir. Mona rappelle « Ce fut un moment de changement de vie pour la plupart des gens de la place Tahrir. On pouvait voir les coups de feu sur le peuple... ».
Continuant ensuite son engagement pour les libertés, elle est condamnée en 2014, à un an de prison avec sursis. Elle a quitté l'Égypte, où son frère et sa sœur sont incarcérés, en avril 2021.